# Pterobothrium lintoni
Pterobothrium lintoni is een lintworm (Platyhelminthes; Cestoda). De worm is tweeslachtig. De soort leeft als parasiet in andere dieren.
Het geslacht Pterobothrium, waarin de lintworm wordt geplaatst, wordt tot de familie Pterobothriidae gerekend. De wetenschappelijke naam van de soort werd voor het eerst geldig gepubliceerd in 1916 door MacCallum.